# 유사고구려어
유사고구려어(pseudo-Koguryǒ)는 삼국사기 등의 고지명가운데 일본어족과 유사성이 있을 수 있는 황해도 일대의 고구려 남부의 언어다. 고구려가 나중에 정복한 지역이므로 고구려어라는 증거가 충분하지 않으며, 일본어족과 유사성이 있으나 그또한 확실치 않다. 확실한건 대동강 이북에선 일본어족과 동계일 가능성이 있는 고구려의 고지명이 없다는 점이다.